# Club Polideportivo Calasancio
El Club Polideportivo Calasancio es un club de baloncesto, balonmano y fútbol relacionado con el colegio de las Escuelas Pías (Escolapios) de la localidad de Logroño (La Rioja). Fue fundado en 1977. Su primer equipo de fútbol juega actualmente en Regional Preferente de La Rioja.

## Historia
El C. P. Calasancio fue fundado el 1 de diciembre de 1977 para atender la actividad deportiva del colegio de los Escolapios de Logroño, gracias al impulso generado por la inauguración del Polideportivo de Escolapios.

### Sección de balonmano
La sección de balonmano se fue consolidado desde su fundación creando una importante estructura de categorías inferiores, que han acumulado numerosos títulos de liga con el paso de los años. El equipo sénior vivió en los años 90 su mejor época llegando a jugar en la temporada 1997-98 en Primera División Nacional.
Producto de la cantera del C. P. Calasancio es Fernando Benés internacional absoluto con la Selección Española, y exjugador de equipos de la Liga Asobal como S. D. Teucro y C. B. Ademar León.

### Sección de baloncesto
La sección de baloncesto ha conformado con el paso de los años una importante estructura de cantera, cuyo máximo exponente es el equipo sénior de Segunda División Nacional. Además, esta fue la sección pionera del deporte femenino en el C. P. Calasancio.

### Sección de fútbol
La sección de fútbol fue creada en colaboración con el desaparecido C. D. Logroñés y ha formado jugadores de la talla de José Ignacio (C. D. Logroñés, Valencia C. F., Real Zaragoza o R. C. Celta de Vigo) o David López Moreno (C. At. Osasuna, Athletic Club o Brighton & Hove Albion F. C.).
En 2005 el club inscribió un equipo en Regional Preferente de La Rioja logrando el ascenso a Tercera División al dividirse el Grupo XV en dos subgrupos (uno para equipos navarros y otro para riojanos) y promocionarse hasta 7 equipos de la Preferente.
El C. P. Calasancio se consolidó en la categoría como un equipo de la zona media-baja del Grupo XVI de Tercera División durante 15 años hasta su descenso en la temporada 2020-21, una temporada marcada por la pandemia de Covid-19.

### Sección de voleibol
En los inicios del club, la sección de voleibol fue una sección importante que acabó desapareciendo por la falta de equipos en La Rioja.

### Sección de ajedrez
Durante varios años, el club participó con una sección de ajedrez en los Juegos Deportivos de La Rioja.

### Sección de atletismo
Existió una sección de atletismo durante dos temporadas formada mayoritariamente por chicas, que terminó por desaparecer debido a la falta de demanda.

## Uniforme
- Primera equipación: Camiseta amarilla, pantalón y medias azules.
- Segunda equipación: Camiseta azul, pantalón y medias amarillas.

## Estadio
Las secciones de balonmano y baloncesto disputan sus partidos en el polideportivo de las Escuelas Pías. La sección de fútbol celebra sus partidos en las instalaciones municipales de La Estrella.

## Datos del club sección fútbol
- Temporadas en Primera División: 0
- Temporadas en Segunda División: 0
- Temporadas en Segunda División B: 0
- Temporadas en Tercera División: 15
- Mejor puesto en la liga: 9.º en Tercera División de España (temporadas 2012-13 y 2015-16)

## Trayectoria de la sección de fútbol

### Historial de temporadas
| Temporada | División        | Puesto |
| --------- | --------------- | ------ |
| 2005-06   | Preferente      | 5.º    |
| 2006-07   | 3.ª (Grupo XVI) | 15.º   |
| 2007-08   | 3.ª (Grupo XVI) | 13.º   |
| 2008-09   | 3.ª (Grupo XVI) | 10.º   |
| 2009-10   | 3.ª (Grupo XVI) | 11.º   |
| 2010-11   | 3.ª (Grupo XVI) | 12.º   |
| 2011-12   | 3.ª (Grupo XVI) | 17.º   |
| 2012-13   | 3.ª (Grupo XVI) | 9.º    |
| 2013-14   | 3.ª (Grupo XVI) | 16.º   |
| 2014-15   | 3.ª (Grupo XVI) | 16.º   |
| 2015-16   | 3.ª (Grupo XVI) | 9.º    |

| Temporada | División        | Puesto |
| --------- | --------------- | ------ |
| 2016-17   | 3.ª (Grupo XVI) | 17.º   |
| 2017-18   | 3.ª (Grupo XVI) | 15.º   |
| 2018-19   | 3.ª (Grupo XVI) | 17.º   |
| 2019-20   | 3.ª (Grupo XVI) | 17.º   |
| 2020-21   | 3.ª (Grupo XVI) | 20.º   |
| 2021-22   | Preferente      | 8.º    |
| 2022-23   | Preferente      | 15.º   |
| 2023-24   | Preferente (G3) | 6.º    |
| 2024-25   | Preferente      | 7.º    |
| 2025-26   | Preferente      |        |

LEYENDA
```
 :Ascenso de categoría

 :Descenso de categoría
```

### Participaciones en playoffs de ascenso
| Temporada | Liga                | Ronda            | Rival             | Ida | Vuelta | Global |  | Ascenso |
| --------- | ------------------- | ---------------- | ----------------- | --- | ------ | ------ |  | ------- |
| 2021-22   | Regional Preferente | Cuartos de final | C. C. D. Alberite | 3-0 | 3-0    | 3-0    |  |         |

## Filial de sección fútbol
A lo largo de su historia la sección de fútbol contó en varias ocasiones con un equipo filial en la Regional Preferente de La Rioja bajo la denominación de C. P. Calasancio "B" (2007-11, 2012-13, 2017-18 y 2019-20).

## Jugadores destacados

### Sección balonmano
- Fernando Benés
- José Mari Bozalongo

### Sección fútbol
- José Ignacio
- David López Moreno
- David Ruiz